# مدرسه آیت‌الله بروجردی
مدرسه آیت الله بروجردی در قم واقع شده و این اثر در تاریخ ۲۱ بهمن ۱۳۸۷ با شمارهٔ ثبت ۲۴۳۹۲ به‌عنوان یکی از آثار ملی ایران به ثبت رسیده است.